# Garibaldo I di Baviera
Garibaldo I di Baviera (540 – 593) è stato duca dei Bavari dal 555 al 591.
È considerato il capostipite delle dinastie bavaresi.

## Biografia

### Origini
La sua ascendenza non è registrata da documenti contemporanei, e Garibaldo è il primo degli Agilolfingi conosciuto. Tuttavia l'onomastica ha permesso alcune ipotesi sulla sua ascendenza:
- Cloderico, l'ultimo re di Colonia, egli fu anche il nonno materno di Arnolfo, vescovo di Metz. Questo nome denota una certa parentela che non può passare attraverso la famiglia paterna del vescovo, che è esclusivamente gallo-romana. Christian Settipani propone di vedere nella moglie di Cloderico una agilolfinge, che cronologicamente sarebbe stata una prozia di Garibaldo.[1]
- Rileviamo che tra i bambini ci sono un Gundoaldo e una Teodolinda. Dal punto di vista onomastico, questi nomi si trovano nella famiglia reale borgognona, dove vediamo un re borgognone di nome Godegiselo, figlio del re Gundioco, fratello di un re Gundobado e marito di una Teodolinda. Anche se è certo che la coppia non ebbe mai un figlio maschio, non è da escludere la presenza di una figlia che cronologicamente potrebbe essere una nonna di Garibaldo.[2]
- Il padre di Gertrude (=gari-trudis) († 649), badessa di Hamage, si chiama Thibaut o Teodebaldo (=teod-bald). Qui troviamo le radici di questi primi nomi tra i primi agilolfingi: Garibaldo (=gari-baldo), Gundobado (=gund-baldo), Teodolinda (=teod-lindis), e questo duca Teodebaldo si propone come fratello di Garibaldo I.[3]

Gli storici hanno avanzato diverse ipotesi sull'origine etnica di Garibaldo, tra queste vi sono quella borgognone, èrule, longobarda, turingia, ma Karl Ferdinand Werner difende l'idea di un'origine franca, così come Eduard Hlawitschka, Reiner Butzen, Jörg Jarnut o Christian Settipani.

### Matrimonio
Alla morte del Re merovingio Teodebaldo il suo successore, Clotario I sposò la sua vedova Valdrada (531 – 572), figlia del Re dei Longobardi Wacho.
I vescovi di Clotario I si rifiutarono però di accogliere la nuova sposa, perciò egli diede Valdrada in sposa a Garibaldo I nel 556.
Non solo questo contribuì al grande prestigio di Garibaldo I, ma egli contribuì a tessere relazioni diplomatiche notevoli tra Bavarii e Longobardi di Pannonia e di Boemia.
Questo avrà conseguenze notevoli quando i Longobardi si sposteranno in Italia nel 568.

### Regno
Tempo dopo, nel 585, i merovingi provarono a ravvicinare Garibaldo alla loro politica, proponendo il matrimonio tra sua figlia Teodolinda ed il Re Childeberto II. Allo stesso tempo i merovingi erano intenzionati a stringere relazioni con Autari, il nuovo Re dei Longobardi, proponendo un matrimonio tra la sorella di Childeberto e Autari stesso. Entrambe queste proposte vennero disattese. L'offeso Autari sposò Teodolinda nel 588. Intuendo una politica anti-franca, i Franchi stessi inviarono un'armata in Baviera. I figli di Garibaldo, Gundoaldo e Teodolinda fuggirono in Italia. Autari sposò Teodolinda nel maggio del 589 e nominò suo cognato Gundoaldo, Duca di Asti. La figlia di Garibaldo sposò il duca di Trento Ewin. Nel 590 i Franchi invasero la Lombardia con l'aiuto di Bisanzio, ma vennero sconfitti.
Nel 591, Childeberto riportò sullo stabile le relazioni tra Franchi e Longobardi. Autari morì nel 590 e i duchi longobardi chiesero a Teodolinda di sposarsi nuovamente. Ella scelse Agilulfo come marito, che venne accettato come il re successore. Essi negoziarono quindi una pace con Childeberto che durò per decenni. La pace con la Baviera venne stabilita la nomina da parte di Childeberto di Tassilone a rex (re), secondo quanto riportato da Paolo Diacono. Non è certo se Garibaldo sia stato deposto o sia morto, e sconosciute sono anche le relazioni o la parentela di Tassilone con Garibaldo; ciò che si può dedurre dalle testimonianze è senza dubbio che se non fu uno dei suoi figli, certamente ebbe stretti rapporti con lui.

## Discendenza
Garibaldo e Valdrada ebbero:
- probabilmente Tassilone I. Nessun documento riporta il nome del padre di Tassilone, ma poiché egli è il padre di Garibaldo II e succede a Garibaldo I, che ha altri figli, si ritiene che Tassilone I sia il figlio maggiore di Garibaldo I.[10]
- Teodolinda († 627), moglie dei re longobardi Autari e Agilulfo.[11][12]
- Grimoaldo.[11]
- Gundoaldo, duca di Asti e padre di Ariperto, re dei Longobardi.[11][12]
- una figlia sposata con Ewin, duca di Trento.[11][12]
- probabilmente un'altra figlia, madre di Pipino di Landen, nella cui famiglia troviamo i nomi di battesimo degli agilolfingi.[13]
- probabilmente Romilda († 610), moglie di Gisulfo II, duca del Friuli († 610), nella cui famiglia diversi figli portano i nomi di battesimo degli agilolfingi.[14]